# Campeonato Mundial de Biatlón de 1973
El XII Campeonato Mundial de Biatlón se celebró en Lake Placid (Estados Unidos) entre el 2 y el 4 de marzo de 1973 bajo la organización de la Unión Internacional de Biatlón (IBU) y la Federación Estadounidense de Biatlón. 

## Resultados

### Masculino
| Evento                     | Oro                                                               | Plata                                                                       | Bronce                                                        |
| -------------------------- | ----------------------------------------------------------------- | --------------------------------------------------------------------------- | ------------------------------------------------------------- |
| 20 km individual (02.03)   | Alexandr Tijonov URSS 1:24:30,2                                   | Guennadi Kovaliov URSS 1:27:17,2                                            | Tor Svendsberget · Noruega · 1:28:08,2                        |
| Relevos 4 × 7,5 km (04.03) | URSS Alexandr Tijonov Rinat Safin Yuri Kolmakov Guennadi Kovaliov | Noruega · Tor Svendsberget · Esten Gjelten · Ragnar Tveiten · Kjell Hovda · | RDA Dieter Speer Manfred Geyer Herbert Wiegand Günter Bartnik |

## Medallero
| Núm. | País    | Oro | Plata | Bronce | Total |
| ---- | ------- | --- | ----- | ------ | ----- |
| 1    | URSS    | 2   | 1     | 0      | 3     |
| 2    | Noruega | 0   | 1     | 1      | 2     |
| 3    | RDA     | 0   | 0     | 1      | 1     |
|      | TOTAL   | 2   | 2     | 2      | 6     |